# Gemellaggio

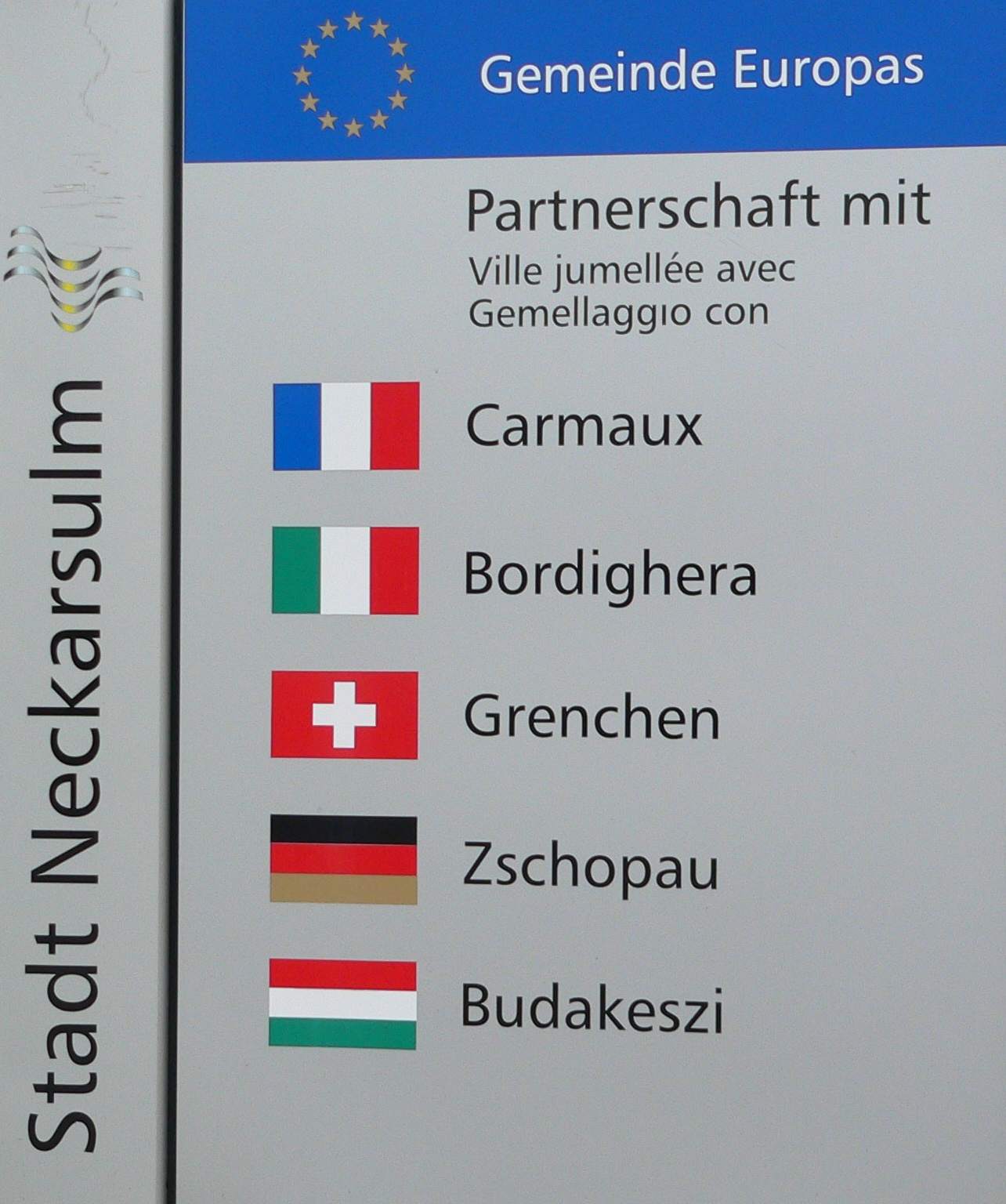
Segnale che denota le città gemellate con Neckarsulm

Il gemellaggio è un legame simbolico stabilito per sviluppare strette relazioni politiche, economiche e culturali.

## Descrizione
Esistono vari tipi di gemellaggio, fra istituzioni, enti e scuole, le cui unioni vengono costituite per favorire relazioni umane e culturali tra i due soggetti o enti che effettuano il gemellaggio. Il più conosciuto, ispirato da comuni ideali di pace e benessere, è quello costituito fra due comuni dello stesso Stato o di Stati diversi.
Tali gemellaggi vengono stabiliti tra Paesi, a volte anche lontani fra di loro, ma che hanno nelle loro storie o origini punti in comune nei quali riconoscersi. A tale scopo le amministrazioni comunali nel caso di città, o i soggetti nel caso di altri tipi di gemellaggio, portano avanti una serie di iniziative atte a rafforzare il rapporto tra i due gemellati e far conoscere le loro realtà all'altro. Tra le varie iniziative si possono annoverare viaggi-scambio fra componenti delle due realtà o iniziative comuni come concerti, convegni o mostre.

## Origini del concetto moderno
Nel corso della storia, molte città hanno partecipato a vari scambi culturali e attività simili che potrebbero assomigliare a una relazione tra città gemellate, ma il primo caso ufficialmente documentato di tale relazione è stato un accordo firmato tra i leader delle città di Toledo, Ohio e Toledo, Spagna nel 1931. Tuttavia, il concetto moderno di gemellaggio tra città si sviluppò davvero durante la seconda guerra mondiale. Più specificamente, è stato ispirato dal bombardamento di Coventry del 14 novembre 1940, noto come Coventry Blitz. Concepito per la prima volta dall'allora sindaco di Coventry, Alfred Robert Grindlay, culminato nel suo famoso telegramma al popolo di Stalingrado (ora Volgograd) nel 1942, l'idea emerse come un modo di stabilire legami di solidarietà tra città di paesi alleati che hanno vissuto eventi devastanti simili.
Il cameratismo tra le due città continuò, quando sempre in risposta alla battaglia di Stalingrado, 830 donne di Coventry – guidate dal successivo sindaco Emily Smith – fecero ricamare i loro nomi su una tovaglia insieme alle parole "Un piccolo aiuto è meglio di molta pietà" e lo inviò, insieme al denaro (ciascuno donò sei pence), alla gente di Stalingrado. La tovaglia può ora essere vista al Museo panoramico della battaglia di Stalingrado.
Il gemellaggio tra Coventry e Stalingrado fu formalizzato nel 1944 e, dopo la fine della guerra, furono stabiliti legami simili per favorire l'amicizia e la comprensione tra ex nemici come atto di pace e riconciliazione, con nuovi gemellaggi tra Coventry e città tedesche: Kiel già nel 1947 e Dresda nel 1956. Nel 1957 Coventry fu ufficialmente gemellata con Belgrado, anche se il legame in realtà risale al 1953, quando l'allora ambasciatore jugoslavo visitò Coventry e offrì in dono legname proveniente dal suo paese natale da utilizzare nel nuovo Teatro Civico, che una volta terminato fu chiamato Teatro di Belgrado.
Lo scopo dei gemellaggi è stato poi ampliato per incoraggiare il commercio e il turismo o per riflettere altri legami, come città che condividono lo stesso nome o collegamenti migratori. Negli anni 2000, il gemellaggio tra città è diventato sempre più utilizzato per formare collegamenti commerciali internazionali strategici tra le città membri, e può includere località di qualsiasi portata come villaggi, prefetture o paesi.

## Terminologia

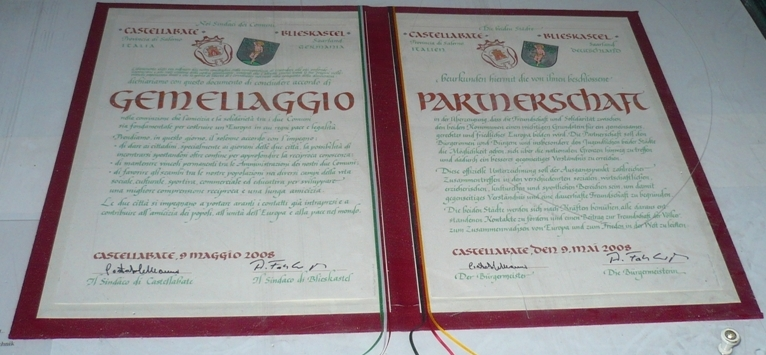
Esempio di accordo di gemellaggio (in tedesco "Partnerschaft") tra Castellabate e Blieskastel, Germania.

Nel Regno Unito, il termine "twin towns" è più comunemente usato; il termine "sister cities" è generalmente utilizzato per accordi con paesi e città delle Americhe. Nell'Europa continentale, i termini più comunemente usati sono "città gemellate", "città partner" e "città amiche" ("twin towns", "partnership towns", "partner towns" e "friendship towns"). La Commissione europea utilizza il termine "città gemellate" (twinned towns). La Spagna usa il termine "ciudades hermanadas", che significa "città sorelle". Germania, Polonia e Repubblica Ceca utilizzano ciascuna Partnerstadt (tedesco), miasto partnerskie (polacco) e partnerské město (ceco), che si traducono come "città partner". La Francia usa ville jumelée (jumelage, paese o città gemellata). Nei Paesi Bassi il termine è partnerstad o stedenband ("vincolo cittadino" quando si fornisce sostegno reciproco). In Grecia è stata adottata la parola αδελφοποίηση (adelphopiisi – fraternizzazione). In Islanda vengono usati i termini vinabæir e vinaborgir (città amiche). Nell'ex blocco sovietico si usava "città gemelle", e tuttora in russo si usa города-побратимы.
Le Americhe, l'Asia meridionale e l'Australasia usano il termine "sister cities" o "twin cities". In Cina il termine è 友好城市 (yǒuhǎo chéngshì – città amiche). A volte, altri enti governativi stringono rapporti di gemellaggio, come l'accordo tra le province di Hainan in Cina e Jeju in Corea del Sud. La Douzelage è un'associazione di gemellaggio tra città di ciascuno degli Stati membri dell'Unione Europea.
Sebbene il termine sia spesso usato in modo intercambiabile con il termine "città in amicizia" ("friendship city"), ciò può significare una relazione con una portata più limitata rispetto a una relazione di gemellaggio, e le relazioni di città in amicizia sono accordi da sindaco a sindaco.

### Diplomazia cittadina

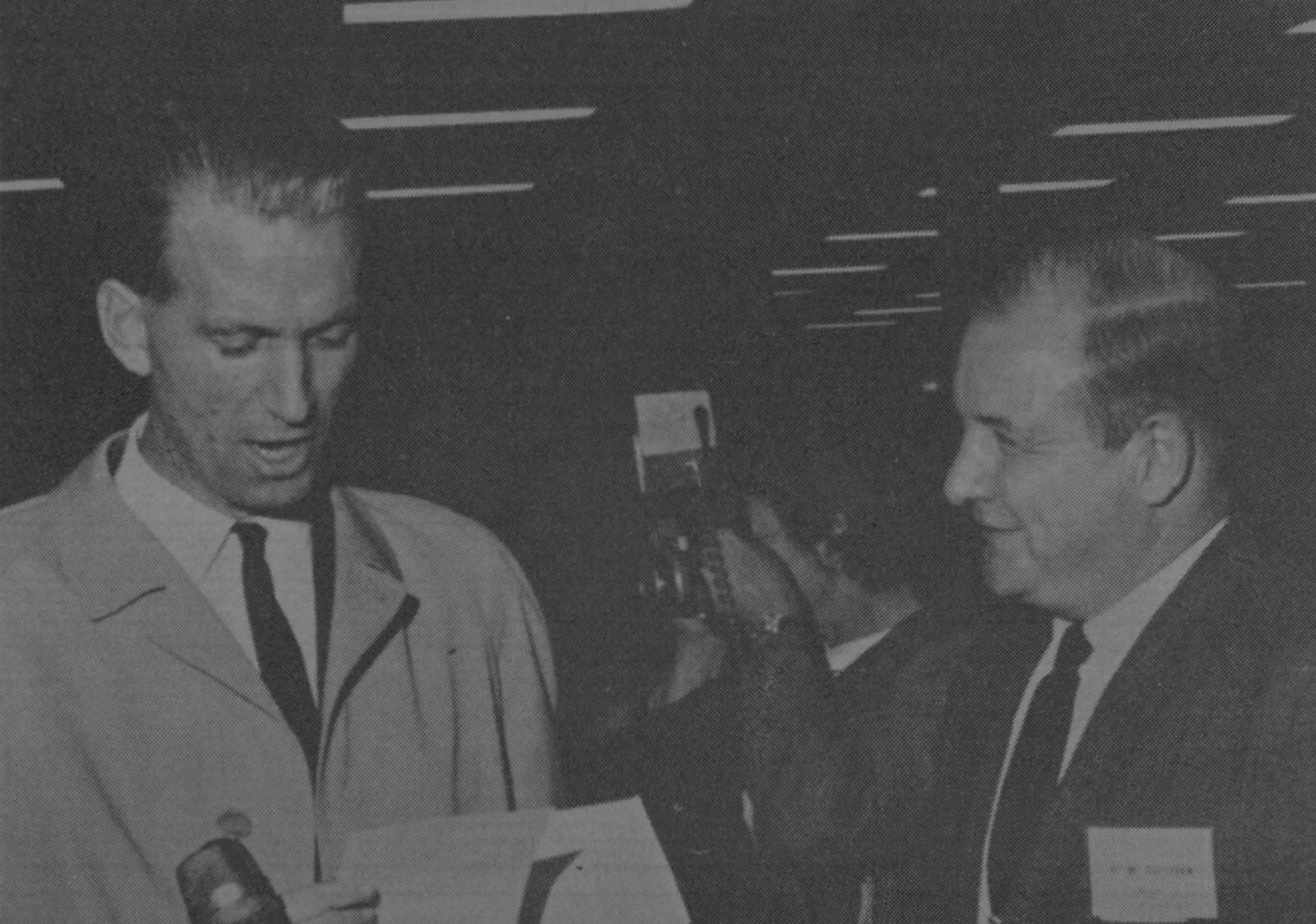
Da sinistra, i sindaci Kåre Nordgård di Tromsø e George M. Sullivan di Anchorage, Alaska, si incontrano nel settembre 1969 per dare il via alla loro relazione con la città gemellata.

La diplomazia cittadina è una forma di paradiplomazia (il coinvolgimento dei governi non centrali nelle relazioni internazionali) che prevede discussioni tra funzionari e residenti di diverse città. Spesso queste città saranno situate in paesi diversi. In quanto tale, la diplomazia cittadina implica una sorta di relazioni internazionali che funzionano parallelamente al sistema convenzionale che coinvolge ambasciate, ambasciatori e trattati negoziati a livello di stati nazionali. Secondo Rodrigo Tavares, i primi tentativi formali di istituire una diplomazia cittadina oltre i confini nazionali ebbero luogo nel XIX secolo. Solo una manciata di città furono coinvolte negli sforzi del XIX secolo; fu solo all'inizio del millennio che divenne molto più comune. La prima priorità di coloro che portano avanti la diplomazia cittadina in genere si sovrappone agli obiettivi fondamentali del governo municipale: migliorare la vita dei residenti locali. Eppure spesso collaboreranno con colleghi di altre città per lavorare su questioni di interesse planetario, come gli sforzi per affrontare il cambiamento climatico.
L'espressione "diplomazia cittadina" è formalmente utilizzata nei lavori dell'unione delle città e dei governi locali e del C40 Cities Climate Leadership Group ed è riconosciuta dall'USC Center on Public Diplomacy. Un dibattito del marzo 2014 alla Camera dei Lord britannica ha riconosciuto l’evoluzione del gemellaggio tra città in diplomazia cittadina, in particolare in materia di commercio e turismo, ma anche nella cultura e nella riconciliazione postbellica. L'importanza che le città sviluppino "le proprie politiche economiche estere in materia di commercio, investimenti esteri, turismo e attrazione di talenti stranieri" è stata sottolineata anche dal World Economic Forum. Oltre a C40, altre organizzazioni che facilitano la diplomazia cittadina includono il World Cities Summit, la City Mayors Foundation, lo Smart City Expo World Congress, la Strong City Network e 100 Resilient Cities. Nel 2016 esistevano oltre 125 reti e forum multilaterali di questo tipo per facilitare la collaborazione internazionale tra le diverse autorità municipali. Un disegno di legge presentato nella sessione del Congresso degli Stati Uniti del 2019 avrebbe legiferato per un City and State Diplomacy Act per creare un nuovo Ufficio di diplomazia subnazionale presso il Dipartimento di Stato.
Nel 2020 il campo della diplomazia cittadina ha fatto un passo avanti oltre gli scambi tra città per mirare alla facilitazione del dialogo tra città e organi multilaterali, come le Nazioni Unite.

### Gemellaggi oltre le città e i paesi
Non solo città e paesi, ma anche province, Stati, territori e regioni stipulano accordi di gemellaggio. Ad esempio, la provincia canadese dell'Alberta ha accordi di gemellaggio con Gangwon, Corea del Sud (dal 1974), Hokkaido, Giappone (dal 1980), Heilongjiang, Cina (1981), Jalisco, Messico (1999), Ivano-Frankivsk, Ucraina (2004), Lviv, Ucraina (2005), Guangdong, Cina (2017), e California, Stati Uniti (2018), nonché accordi orientati alle politiche (in contrapposizione a quelli economici e culturali) con gli Stati Uniti in Nevada, (dal 2013), Missouri, (2015), Texas (2018).

## Europa

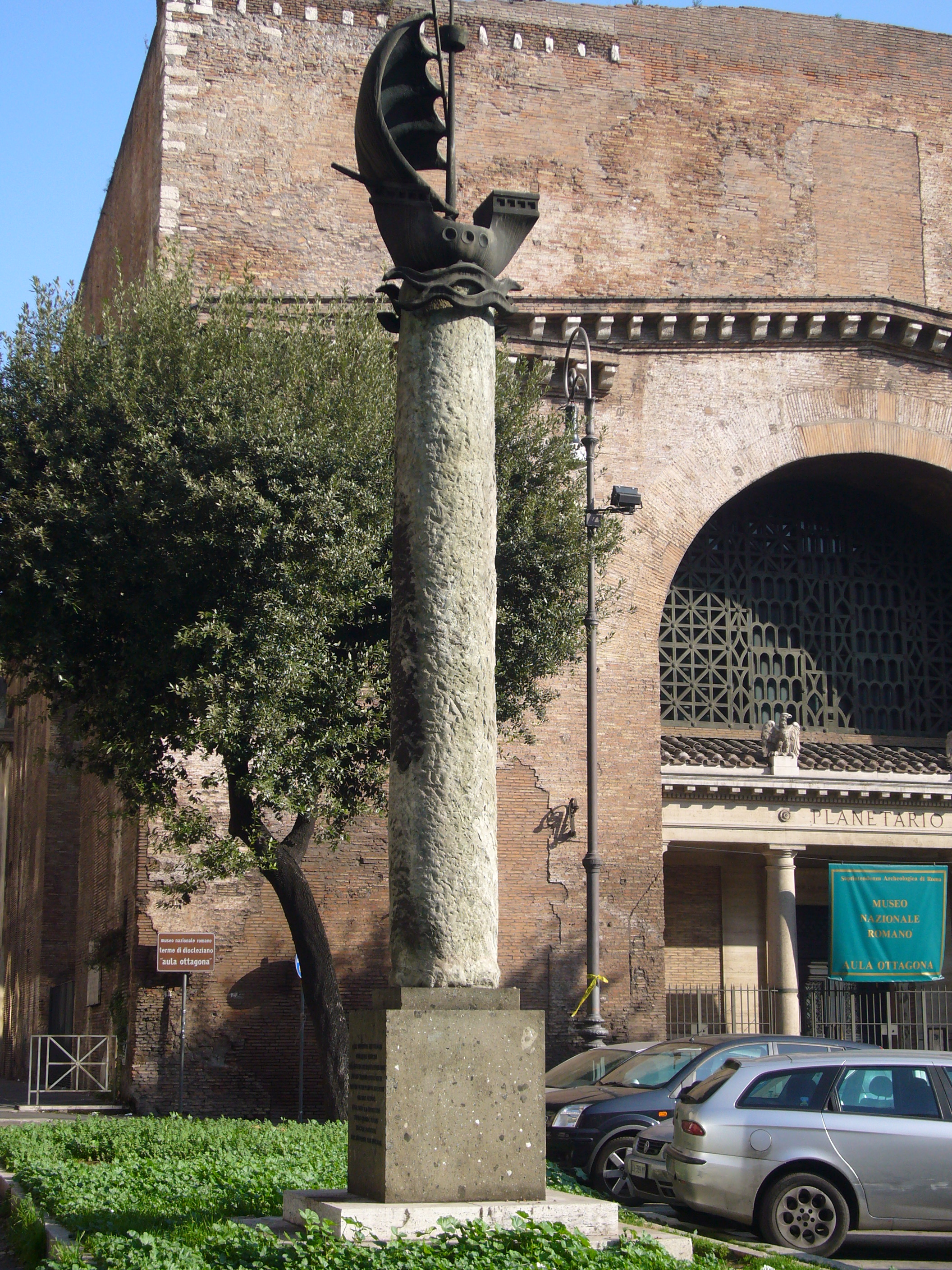
Colonna dedicata a Parigi nella città di Roma

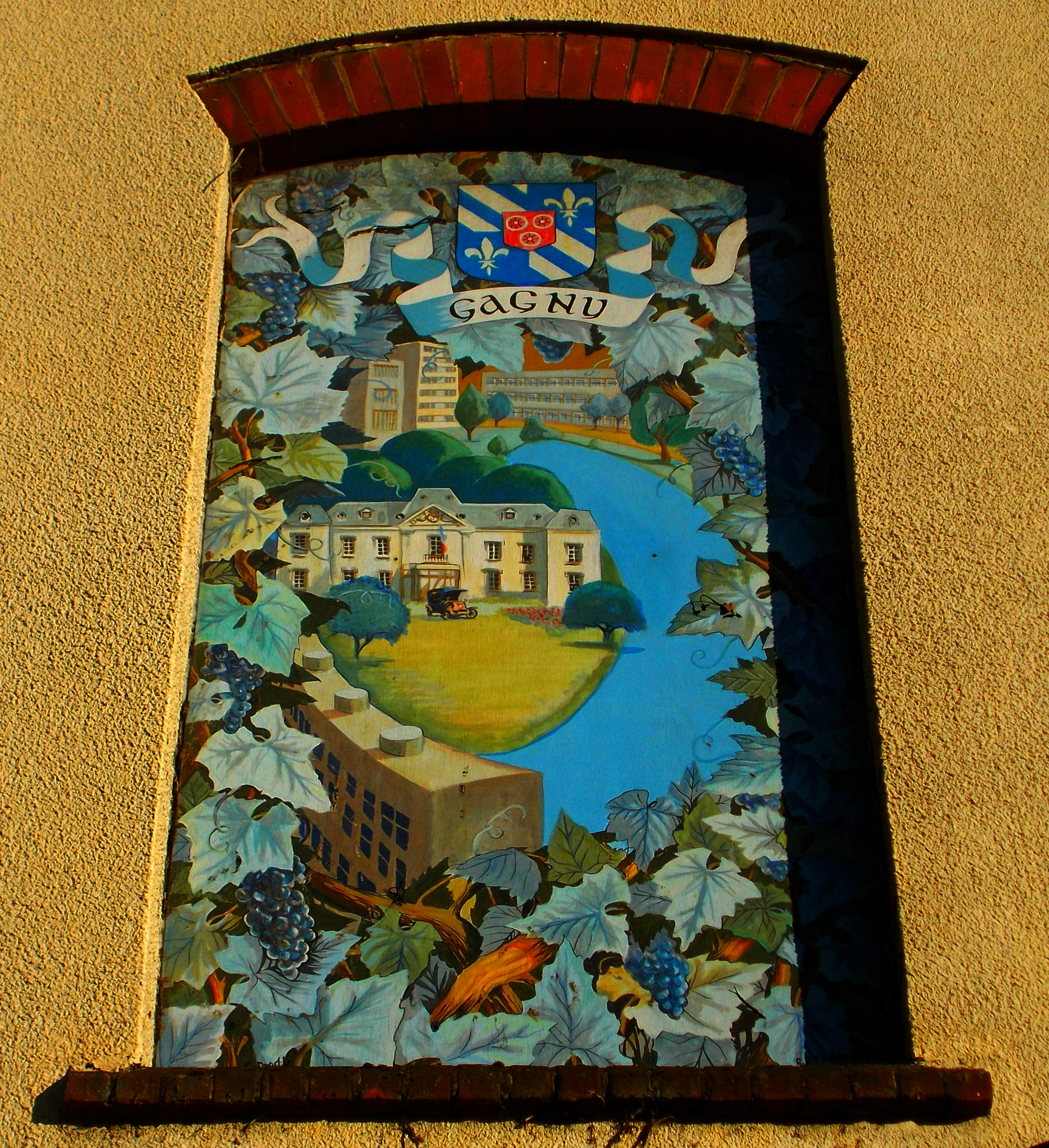
Pittura murale delle città gemelle di Sutton, Surrey, Grande Londra.

Il primo gemellaggio di città conosciuto in Europa fu tra Paderborn, Germania, e Le Mans, Francia, nell'836. A partire dal 1905, Keighley nello Yorkshire occidentale, in Inghilterra, ebbe un accordo di gemellaggio con le comunità francesi di Suresnes e Puteaux. Il primo accordo di gemellaggio moderno registrato fu tra Keighley e Poix-du-Nord nel Nord, in Francia, nel 1920 dopo la fine della prima guerra mondiale. Inizialmente si parlava di adozione della città francese; le carte formali di gemellaggio non furono scambiate fino al 1986.
La pratica è continuata dopo la seconda guerra mondiale come un modo per promuovere la comprensione reciproca e progetti transfrontalieri di reciproco vantaggio. Ad esempio, Coventry si gemellò con Stalingrado e successivamente con Dresda come atto di pace e riconciliazione, poiché tutte e tre le città furono pesantemente bombardate durante la guerra. La città di Bath formò un "comitato per l'adozione di Alkmaar" nel marzo 1945, quando la città olandese era ancora occupata dall'esercito tedesco negli ultimi mesi di guerra, e i bambini di ciascuna città presero parte a scambi nel 1945 e nel 1946. Allo stesso modo, nel 1947, la Bristol Corporation (in seguito Bristol City Council) inviò cinque "cittadini di spicco" in una missione di buona volontà ad Hannover. Reading nel 1947 fu la prima città britannica a formare legami con una ex città "nemica", Düsseldorf, un collegamento che esiste ancora. Dal 9 aprile 1956 Roma e Parigi sono tra loro gemellate in modo esclusivo e reciproco, seguendo il motto: «Solo Parigi è degna di Roma; solo Roma è degna di Parigi».
In Europa, il gemellaggio tra città è sostenuto dall’Unione Europea. Il regime di sostegno è stato istituito nel 1989. Nel 2003 un bilancio annuale di circa 12 milioni di euro è stato assegnato a circa 1.300 progetti. Il Consiglio dei Comuni e delle Regioni d'Europa lavora inoltre in stretta collaborazione con la Commissione (DG Istruzione e Cultura) per promuovere iniziative di gemellaggio e scambi moderni e di alta qualità che coinvolgano tutti i settori della comunità. Ha lanciato un sito web dedicato al gemellaggio tra città. Nel 1995, l'Unione europea aveva più di 7.000 relazioni bilaterali che coinvolgevano quasi 10.000 comuni europei, principalmente francesi (2.837 gemellaggi) e tedeschi (2.485 gemellaggi).
L'arte pubblica è stata utilizzata per celebrare i legami tra città gemelle, ad esempio sotto forma di sette dipinti murali nel centro della città di Sutton, nella Grande Londra. I cinque dipinti principali mostrano alcune delle caratteristiche più importanti del quartiere londinese di Sutton e delle sue quattro città gemelle, insieme allo scudo araldico di ciascuna sopra le altre immagini. Ogni dipinto presenta anche una pianta come rappresentazione visiva della consapevolezza ambientale della sua città. Nel caso di Sutton questo è in un dipinto separato più piccolo (sopra quello principale) che mostra un faggio, inteso come simbolo di prosperità e da cui Carshalton Beeches nel distretto deriva il suo nome.
Un altro esempio di utilizzo dell'arte pubblica è la scultura murale delle città partner di Monaco di Baviera, in Germania.
Uno studio recente ha concluso che la distanza geografica ha un'influenza minima, se non nulla, sulla scelta di una città gemellata da parte delle comunità. Le città gemellate vengono spesso scelte in base a delle somiglianze tra loro; quindi circa 15 città del Galles sono gemellate con città della Bretagna, e Oxford è con Bonn, Leiden, Grenoble e altre città universitarie. In Italia, due coppie di città gemellate sono Rovigo con Viernheim e Bedford con Tulcea. Molte ex città della Germania occidentale sono gemellate con le ex città della Germania orientale; questi legami di gemellaggio furono stabiliti prima della caduta della cortina di ferro. Esempi famosi sono le partnership tra Hannover e Lipsia, entrambe dotate di importanti quartieri fieristici, o tra Amburgo e Dresda. Il primo gemellaggio tra Stati Uniti e Germania avvenne nel 1947 tra Worthington, Minnesota e Crailsheim. San Pietroburgo in Russia detiene il record per il maggior numero di accordi di partenariato con altre comunità. Nel giugno 2012, il villaggio scozzese di Dull e la città statunitense di Boring, Oregon, hanno deciso di gemellare i rispettivi comuni per promuovere il turismo in entrambi i luoghi, giocando sui loro nomi.
Negli anni 2000 alcune città hanno stipulato nuovi accordi di gemellaggio con luoghi immaginari o virtuali. Wincanton, Inghilterra, ha collaborato con Ankh-Morpork dei libri Discworld di Terry Pratchett.
Il gemellaggio tra città è stato sempre più utilizzato per formare legami commerciali internazionali strategici. Ad esempio, negli anni ’90, quando il consiglio comunale di Nottingham nel Regno Unito prese in considerazione l’installazione di una rete tranviaria, consultò esperti della sua città gemella di Karlsruhe, che ha una delle reti tranviarie più estese ed efficienti della Germania. Con l'assistenza degli ingegneri specializzati di Karlsruhe, Nottingham ha completato la sua seconda linea di tram nel 2013. Nel 2014, Bristol e New Orleans hanno annunciato la loro intenzione di formare una partnership di "sintonizzazione" basata su un patrimonio musicale e un'offerta culturale condivisi, su iniziativa di Il sindaco di Bristol George Ferguson. Annecy, Francia e Nerima, Tokyo condividono da diversi anni una partnership basata sulla loro "industria dell'animazione coesistente".

## Nord America

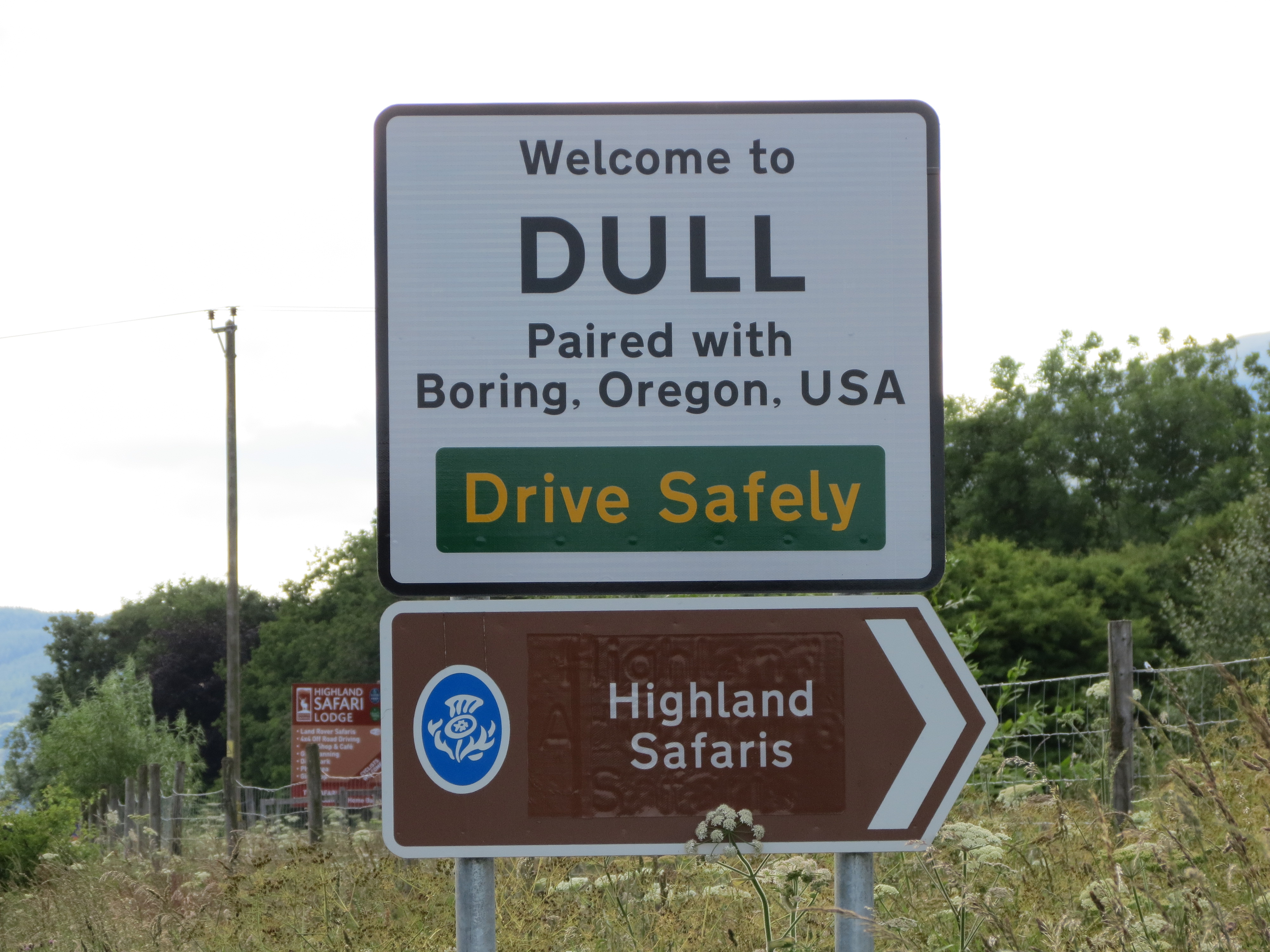
Dull è gemellata con Boring, Oregon.

Toledo, negli Stati Uniti, si è gemellata con Toledo, in Spagna, nel 1931 ed è stata la prima città del Nord America a impegnarsi in un gemellaggio tra città. Vancouver, Canada, gemellata con Odessa, Ucraina, nel 1944 fu la prima in Canada e la seconda in Nord America mentre Denver, Stati Uniti, gemellata con Brest, in Francia, fu la seconda città gemellata negli Stati Uniti. Liberal, Kansas, è stata gemellata con Olney, Regno Unito, nel 1950, e da allora le città hanno organizzato una corsa congiunta per il Pancake Day. Littleton, Colorado, gemellata con Bega, Australia, nel 1961. Tashkent, la capitale dell'Uzbekistan, è stata gemellata con Seattle, Washington, nel 1973. Rochester, Minnesota, e Knebworth, Regno Unito, sono entrambi centri per ricerca medica primaria e si sono gemellati nel 1967. Ontario, California, ha cinque città gemellate in tutto il mondo. Si tratta di Brockville, Ontario, Canada (dal 1977), Guamúchil, Sinaloa, Messico (dal 1982), Mocorito, Sinaloa, Messico (dal 1982), Los Mochis, Sinaloa, Messico (dal 1988), e Winterthur, Canton Zurigo, Svizzera. Oakville, Ontario, è gemellata con Dorval, Quebec, Huai'an, Cina, e Neyagawa, Osaka, Giappone.
Il gemellaggio tra città inizia per una serie di motivi. Generalmente, le città partner hanno dati demografici e dimensioni simili. Possono derivare da rapporti d'affari, viaggi, industrie simili, comunità della diaspora o storia condivisa. Ad esempio, la partnership tra Portland, Oregon, e Bologna è nata da industrie condivise nel campo della biotecnologia e dell'istruzione, e da un "atteggiamento simile nei confronti del cibo", mentre il legame di Chicago con Varsavia, in Polonia, è iniziato con la storica comunità polacca di Chicago, in quanto vivono molti polaccoamericani e migranti polacchi in quella città. Il gemellaggio di Indianapolis con Monza è dovuto alla lunga associazione di entrambe le città con le corse automobilistiche.
Un programma di città gemellate fu istituito negli Stati Uniti nel 1956 quando il presidente Dwight D. Eisenhower propose un'iniziativa di diplomazia cittadina. Sister Cities International (SCI) era originariamente un programma della National League of Cities, ma divenne una società separata nel 1967 a causa della crescita e della popolarità del programma.
Gli eventi culturali delle città gemellate includono l'annuale National Cherry Blossom Festival a Washington in onore del rapporto di Washington con la città di Tokyo. Molte città gemellate hanno sviluppato accordi commerciali con i loro partner. Ad esempio, la società Ben & Jerry's Ice Cream del Vermont ha aperto una fabbrica nella Repubblica di Carelia in Russia e ha offerto lo stesso piano di partecipazione agli utili ai suoi dipendenti russi.

## Asia

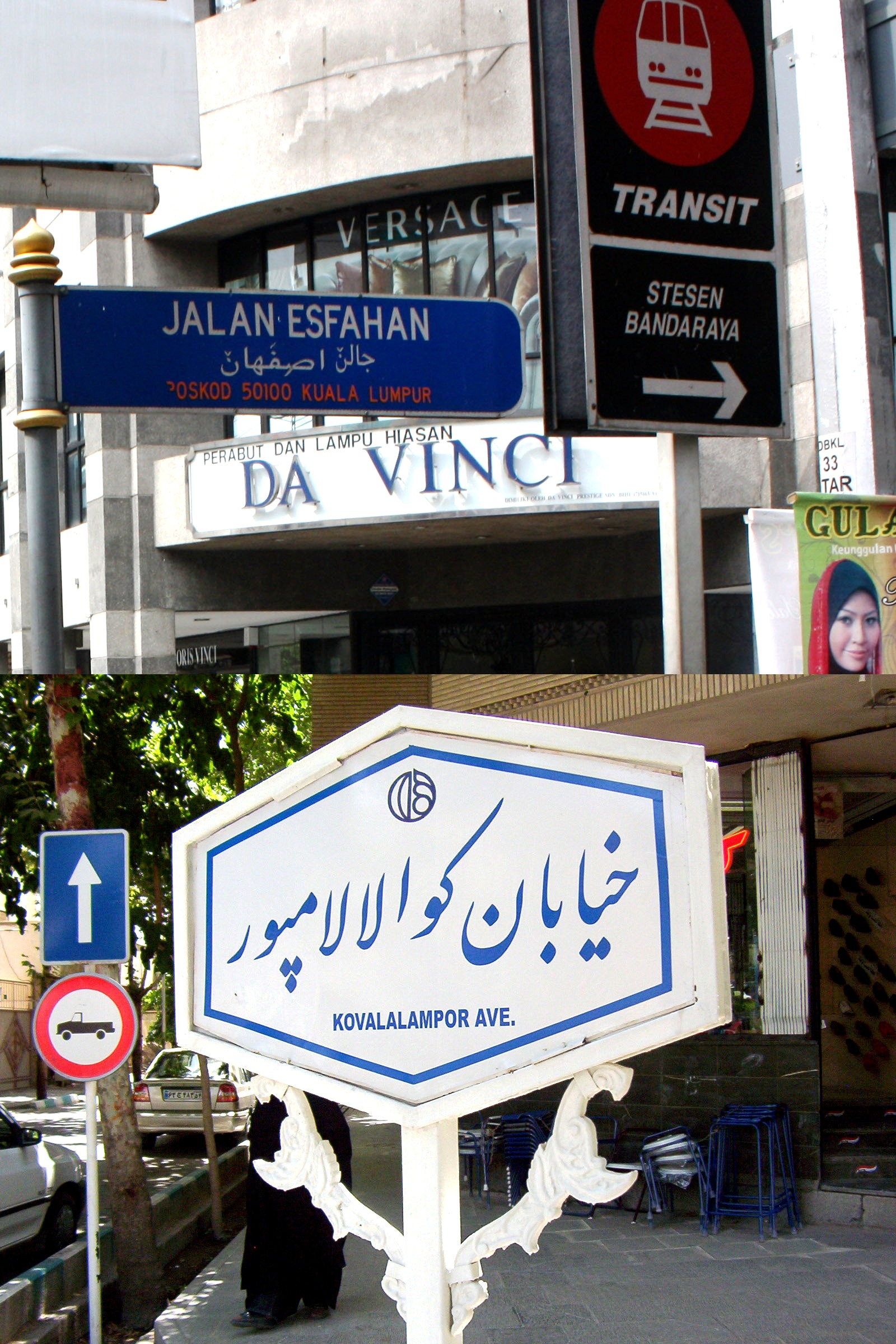
Esfahan Street a Kuala Lumpur (in alto) e Kuala Lumpur Avenue a Isfahan (in basso).

Le relazioni con le città gemellate della Cina sono gestite dall'Associazione Popolare Cinese per l'Amicizia con i Paesi Stranieri (Chinese People's Association for Friendship with Foreign Countries - CPAFFC), un'organizzazione del fronte unito. Le iniziative delle città gemellate sono un meccanismo sempre più diffuso per la diplomazia pubblica cinese. Dall'inizio degli anni 2000 fino al 2024, il numero delle relazioni con le città gemellate della Cina è raddoppiato. Più di un terzo delle relazioni tra città gemellate cinesi sono con città gemellate nella regione dell'Asia orientale del Pacifico.
Il gemellaggio tra città è sostenuto in Giappone dal Consiglio delle Autorità Locali per le Relazioni Internazionali, un'agenzia congiunta di governi locali istituita dal governo giapponese nel 1988 (simile a Sister Cities International, la sua controparte negli Stati Uniti). In Giappone, le relazioni internazionali delle città possono essere suddivise in più termini, come città gemellate, città amiche cooperanti, città partner commerciali (Business Partner Cities - BPC), memorandum d'intesa (Memorandum of Understanding - MOU), "porti gemelli"/"porti amici", ecc. La Cina principalmente usa il termine "città amiche cooperanti" piuttosto che "città sorelle", poiché le parole cinesi per "sorelle", "姐妹" (lettura: jiěmèi, letteralmente sorella maggiore e sorella minore), potrebbero implicare una relazione gerarchica. All'inizio degli anni 2010, Tokyo ha iniziato a promuovere attivamente la “diplomazia cittadina” con altre città globali su iniziativa del suo governatore Yoichi Masuzoe.
Nel 2017 il sindaco di Osaka, Hirofumi Yoshimura, ha posto fine al rapporto sessantennale della città con San Francisco a causa dell'erezione di un memoriale per le donne di conforto nel centro di tale città. Allo stesso modo, le città di Glendale, California, e Higashiōsaka, Giappone, hanno posto fine al loro gemellaggio nel 2013 e nel 2014 a causa di una disputa in corso sul sostegno di Glendale all'erezione di una statua dedicata alle donne di conforto coreane in un parco cittadino.

## Ragioni linguistiche
Le relazioni tra comunità possono nascere anche a causa di nomi condivisi; possono prendere il nome da una comunità (come nel caso di Córdoba), possono condividere nomi (come nel caso di Santiago de Compostela) o i loro nomi possono avere un'etimologia comune. Queste somiglianze di solito derivano dalla condivisione della stessa lingua o da una lingua correlata o dall'essere stata una colonia o precedentemente conquistata.

## Significato politico
Il gemellaggio tra paesi e città viene talvolta effettuato per scopi politici. La città ungherese Gyöngyös si è gemellata con la città azera di Shusha nel 2013, firmando l'accordo di gemellaggio con rappresentanti del governo azerbaigiano; l'Ungheria ha riconosciuto Shusha come parte de jure dell'Azerbaigian, anche se all'epoca e fino al 2020 era controllato dalle forze militari dell'Armenia e della non riconosciuta Repubblica dell'Artsakh. Nel 2003 i consiglieri comunali di Preston in Inghilterra hanno tentato di gemellarsi con la città palestinese di Nablus in nome della solidarietà.
La Turchia vieta le partnership con qualsiasi città di un paese che riconosce il genocidio armeno. Di conseguenza, quando la Bulgaria ha riconosciuto il genocidio nel 2016, alcuni accordi di gemellaggio come quello Edirne – Haskovo sono stati rescissi dalla Turchia.
Nell’aprile 2019, il presidente del CPAFCC Li Xiaolin ha dichiarato: “Le relazioni di amicizia tra città sono diventate uno dei canali importanti per attuare la Nuova via della seta”. Nel gennaio 2020, ha annullato il suo rapporto di città gemellata con Praga dopo che il sindaco di tale città ha firmato un rapporto di città gemellata con Taipei.
Nel novembre 2020, la senatrice statunitense Marsha Blackburn ha introdotto una legislazione, il Sister City Transparency Act, per fornire una supervisione federale per mitigare i rischi che gli accordi delle città gemellate vengano utilizzati per campagne di influenza politica. Nel 2024, l'Indiana ha vietato alle località di stipulare accordi di città gemellate con sei paesi "avversari stranieri".

## Interruzione
In alcuni casi il gemellaggio tra città può essere interrotto per varie ragioni.
Ad esempio la città di Nanchino ha sospeso il rapporto di città gemella con Nagoya dopo le dichiarazioni negazioniste del massacro di Nanchino del sindaco di Nagoya, Takashi Kawamura, alcune città hanno interrotto gemellaggi con città russe a causa di leggi contro il mondo LGBT e dell'invasione dell'Ucraina, Barcellona ha rotto i legami con la città gemella di Tel Aviv adducendo come motivo le politiche e le azioni di Israele nell'occupazione e amministrazione dei territori palestinesi.
Alcune città europee hanno inoltre congelato i rapporti di gemellaggio con le municipalità polacche che si definiscono "zone LGBT-free".